# Indiana Sánchez
Indiana Sánchez, de son nom complet, Indiana María Sánchez Sánchez, née le 3 août 1987 à Managua, a été élue Miss Nicaragua 2009. Elle est la 29e Miss Nicaragua.

## Biographie

### Famille et études
Indiana Sánchez était une étudiante de deuxième année au Miami Dade College où elle étudiait sur les soins infirmiers. Elle a dû arrêter ses études afin de remplir ses fonctions en tant que Miss Nicaragua 2009. Elle s'installe à Miami, où elle prévoit de quitter la profession d'infirmière et de poursuivre une carrière d'actrice.

### Élection Miss Nicaragua 2009
Élue successivement Miss USA Nica 2009, Indiana Sánchez a été élue Miss Nicaragua 2009 le 7 mars 2009 au Théâtre national Rubén Darío à Managua et succède à Thelma Rodríguez, Miss Nicaragua 2008.
Ses dauphines :
- 1re dauphine : Slilma Ulloa, Miss Matagalpa.
- 2e dauphine : Maritza Rivas, Miss Managua.

### Parcours
- Miss USA Nica 2009.
- Miss Nicaragua 2009
- Candidate à Miss Univers 2009 à Atlantis Paradise Island, Bahamas.
- 11e dauphine au concours Nuestra Belleza Latina 2010.
- Candidate à Reina Hispanoamericana 2010 à Santa Cruz, Bolivie.